# 格里什夫齊
48°56′55″N 28°20′34″E / 48.94861°N 28.34278°E
格里什夫齊（烏克蘭語：Гришівці），是烏克蘭的村落，位於該國西南部文尼察州，由文尼察區負責管轄，始建於1495年，面積28.69平方公里，海拔高度287米，2001年人口477，人口密度每平方公里16.63人。